# التصنيفات الدولية لألمانيا
فيما يلي قائمة التصنيفات الدولية لألمانيا.
المصادر متوفرة في المقالات ذات الصلة.

## التصنيفات الدولية
| المنظمة                          | التصنيف                            | الترتيب   |
| -------------------------------- | ---------------------------------- | --------- |
| معهد الاقتصاد والسلام            | مؤشر السلام العالمي، 2017          | 16 من 163 |
| برنامج الأمم المتحدة الإنمائي    | مؤشر التنمية البشرية، 2016         | 4 من 188  |
| الشفافية الدولية                 | مؤشر مدركات الفساد، 2016           | 10 من 176 |
| وحدة استخبارات الإكونوميست       | مؤشر الديمقراطية، 2016             | 13 من 167 |
| المنتدى الاقتصادي العالمي        | تقرير التنافسية العالمي، 2017-2018 | 5 من 148  |
| مراسلون بلا حدود                 | مؤشر حرية الصحافة، 2017            | 10 من 183 |
| المنظمة العالمية للملكية الفكرية | مؤشر الابتكار العالمي، 2024        | 9 من 133  |